# Ruby O. Fee
Ruby O. Fee (San José, 7 februari 1996) is een in Costa Rica geboren Duitse actrice.
Fee woonde als kind bij haar Duitse moeder en haar Franse stiefvader in Brazilië en verhuisde in 2008 met haar familie naar Berlijn. In 2010 werd ze bekend door haar hoofdrol als Sophie Kellermann in de televisieserie Allein gegen die Zeit (Nederlandse titel: 13 uur: Race tegen de klok). Ze heeft sinds 2019 een relatie met acteur Matthias Schweighöfer.